# Австралийский гидролаг
Австралийский гидролаг, или австралийская химера (лат. Chimaera ogilbyi) — вид хрящевых рыб из семейства химеровых (Chimaeridae). Эндемик Австралии. Данный вид находится под угрозой исчезновения.
Обитает вблизи дна на континентальном шельфе, на глубине 120—350 м. Может достигать 85 см в длину, достигая половой зрелости при длине 64—70 см. Размножаются, откладывая яйца, заключённые в прочную роговую капсулу.
В зонах траления популяция этих рыб сокращается.